# Joaquim Alberto Silva
Joaquim Alberto da Silva, ismertebb nevén Quinzinho (Luanda, 1974. március 4. – Alverca do Ribatejo, Portugália, 2019. április 15.) angolai válogatott labdarúgó, csatár.

## Pályafutása

### Klubcsapatban
1994–95-ben az ASA labdarúgója volt. 1995 és 2003 között Portugáliában játszott, közben 1999-ben Spanyolországban szerepelt. 1995 és 2001 között a Porto játékosa volt és két bajnoki címet szerzett a csapattal. A Porto játékosként kölcsönben szerepelt a Leiria, a Rio Ave, a spanyol Rayo Vallecano és a Farense együttesében. 2000–01-ben az Aves, 2001–02-ben az Alverca, 2002–2003-ban az Estoril Praia játékosa volt. 2003 és 2009 között Kínában játszott a Kuangcsou Evergrande, a Xiamen Lanshi és a Wuxi Zobon csapataiban. 2009-ben hazatért Angolába és 2009–10-ben a Caála, majd 2011–12-ban az ASA labdarúgója volt.

### A válogatottban
1994 és 2001 között 40 alkalommal szerepelt az angolai válogatottban és kilenc gólt szerzett. Részt vett az 1996-os és az 1998-as afrikai nemzetek kupáján a csapattal.

## Sikerei, díjai
ASA
- Angolai kupa
  - győztes: 1995

 Porto
- Portugál bajnokság
  - bajnok (2): 1995–96, 1998–99